# Principi de correspondència (física)
El principi de correspondència va ser formulat per primer cop per Niels Bohr el 1923. Les lleis de la mecànica quàntica són molt reeixides a descriure objectes microscòpics com ara àtoms i partícules elementals. D'altra banda, se sap per experiments que una varietat de sistemes macroscòpics (sòlids rígids, condensadors elèctrics, etc.) poden ser descrits amb exactitud per teories clàssiques com ara la mecànica clàssica i l'electromagnetisme.
Per contra, és raonable creure que les màximes lleis de la física han de ser independents de la mida de l'objecte físic descrit. Aquesta va ser la motivació per a la creació del principi de correspondència de Bohr, el qual estableix que la física clàssica ha d'emergir com una aproximació a la física quàntica a mesura que els sistemes augmenten de mida.
Les condicions per les quals la física quàntica i la física clàssica concorden és el que s'anomena el principi de correspondència, o el límit clàssic. La prescripció que Bohr va donar per al límit clàssic va ser aspra: succeeix "quan els nombres quàntics descrivint el sistema són grans, volent dir que alguns nombres quàntics són excitats a valors molt alts, o el sistema és descrit per un llarg set de nombres quàntics, o ambdós.
El principi de correspondència és l'única eina que els físics posseeixen per seleccionar teories quàntiques corresponents a la relativitat. Els principis de la mecànica quàntica són completament oberts - per exemple, aquests estableixen que els estats d'un sistema físic ocupa un espai de Hilbert, però no aclareix quin tipus d'espai de Hilbert. El principi de correspondència limita les opcions a aquestes que reprodueixen a la mecànica clàssica en el límit de correspondència. Per aquesta raó, Bohm va discutir que la física clàssica no emergeix de la física quàntica, de la mateixa manera que la mecànica clàssica emergeix de l'aproximació de la relativitat especial a velocitats petites; però la física clàssica existeix, independentment de la teoria quàntica i no pot ser derivada d'ella.